# 广告管理

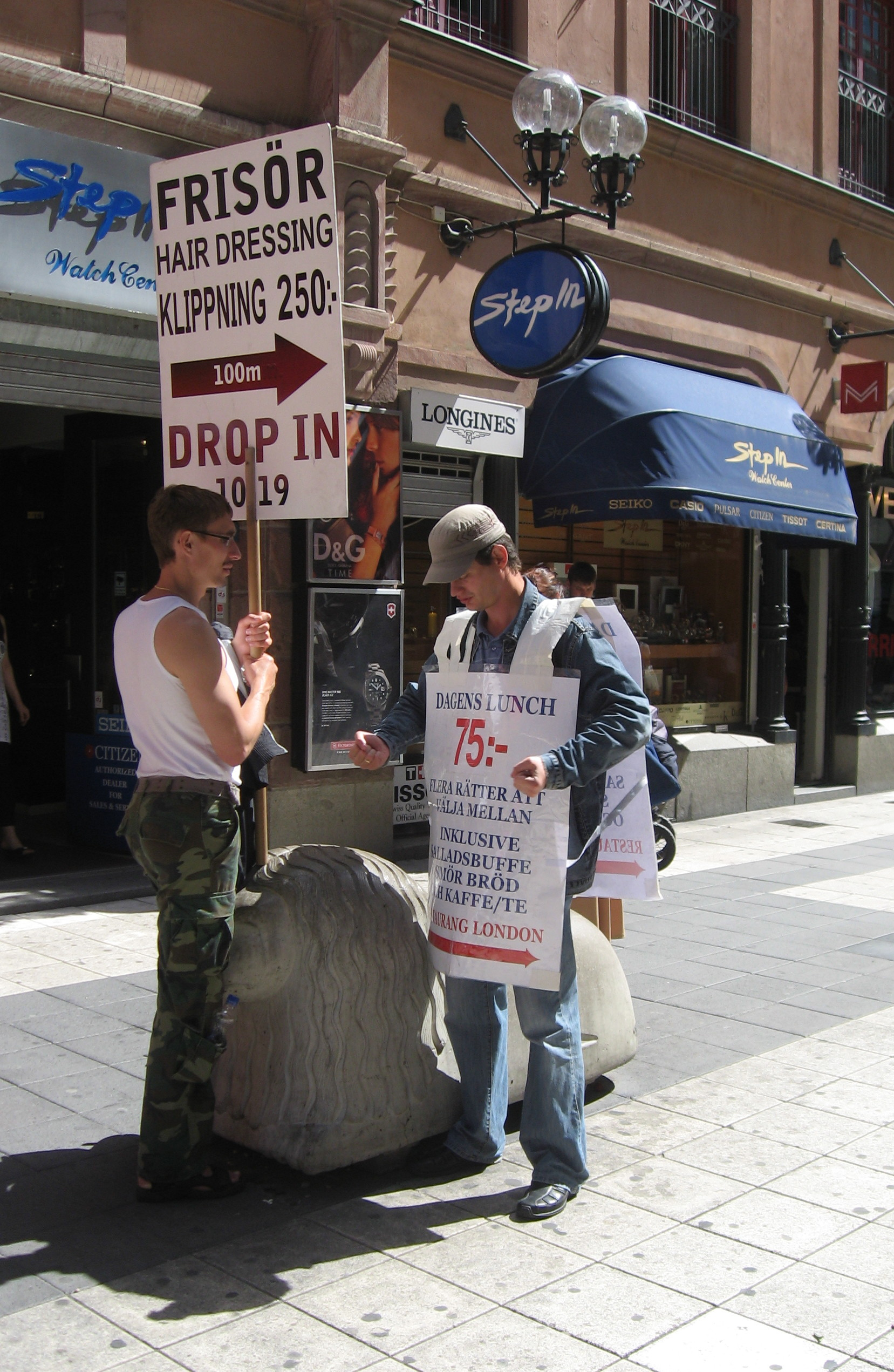
广告是指支付任何形式的通信，旨在创造兴趣或刺激销售的产品或服务。公司不断寻找新型媒体，如这些人的广告牌，以获得他们的信息传达给潜在的消费者

广告管理是一个计划内的管理过程，旨在监督和控制与公司目标市场进行沟通的程序中涉及的各种广告活动，并且最终旨在影响消费者的购买决策。广告只是公司促销组合中的一个元素，因此必须与整体营销传播计划相结合。但是，广告是所有促销元素中最昂贵的，因此必须谨慎管理。 
营销人员使用不同类型的广告。品牌广告是一种置于付费的大众媒体中的非个人交流的信息，旨在说服目标消费者购买产品或服务。企业广告投放是为了传达企业价值以影响公众舆论而设计的付费信息。然而，其他类型的广告，如非营利广告和政治广告因其特殊性，需要不同的战略和方法进行投放。
广告管理是一个复杂的过程，涉及到多层次的决策，包括制定广告策略、制定广告预算、制定广告目标、确定目标市场，媒体战略（其中涉及媒体规划），发展信息战略和评估的广告作用的整体有效性。广告的管理也可能涉及媒体购买。
广告管理是一个复杂的过程。然而，在最简单的层面上，广告管理可以简化为四个关键决策领域：
目标受众定义：我们想和谁交谈？
信息（或创意）策略：我们想对他们说什么？
媒体策略：我们将如何接触他们？
衡量广告效果：如何得知我们的广告是否以预期形式和效果被消费者接受？

## 广告和企业责任

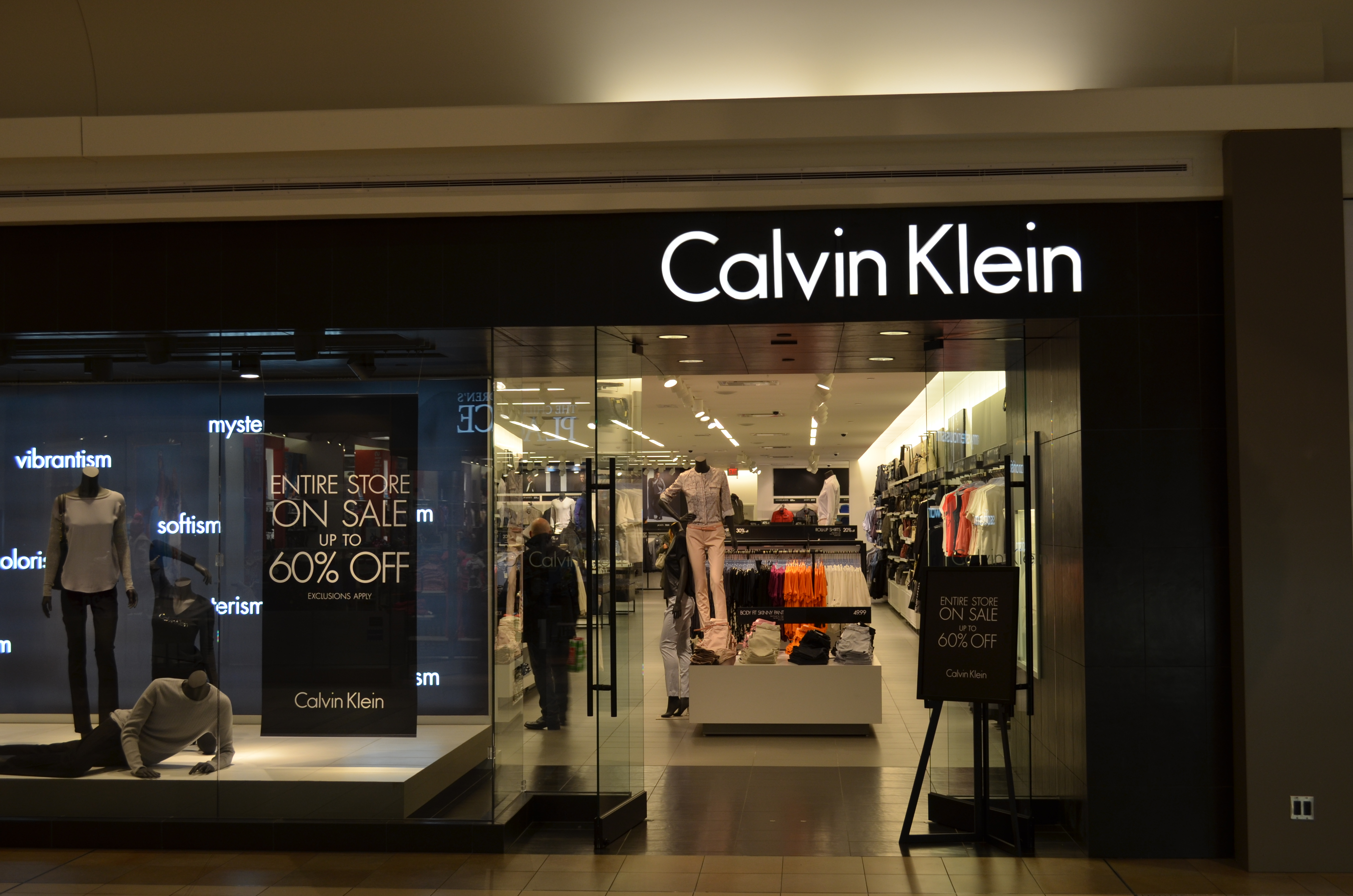
越来越多企业使用内部代理进行广告制作和促销，卡尔文·克莱恩（CalvinKlein）就是其中之一。

在商业组织中，广告和其他营销传播活动是营销部门的最终责任。有些公司将部分或全部工作外包给广告公司、创意设计团队、网页设计师、媒体买家、活动管理专家或其他相关服务提供商等专业部门。另一种选择是，公司在市场部内执行大部分或全部广告职能，即所谓的内部代理。根据定义，内部代理是“由其所服务的公司拥有和经营的广告组织”。其使命是提供广告服务，以支持其母公司的业务和营销目标。目前使用内部代理的知名品牌有谷歌（Google）、卡尔文·克莱恩（Calvin Klein）、戴尔（Dell）、IBM、卡夫（Kraft）、万豪（Marriott）和温迪汉堡（Wendy's）等。
内部代理和外包模式各有利弊。外包给外部机构可以使营销方获得高度专业化的战略、研究和规划技能，获得顶尖的创意人才，并就营销或广告问题提供独立的视角。内部代理提供成本优势、时间效率，并使营销人员能够更好地控制广告工作。此外，在内部机构工作的人员获得了相当多的创意经验，而这些经验会在公司内部继续受用。最近的趋势表明，内部广告代理的数量正在上升。
无论公司选择将广告职能外包给外部机构，还是在营销部门内部执行，营销人员都需要对广告原则有充分的了解，以便制定有效的广告计划，向相关机构简要介绍他们的需求和期望，或针对营销问题制定自己的创造性解决方案。

## 广告策划
广告策划不是凭空而来的。广告目标来源于营销目标。因此，任何广告策划的第一步都是对营销策划中提出的目标进行回顾。这是为了确保包括广告在内的所有宣传工作都致力于实现短期和长期的公司和营销目标，并与公司的价值和愿景保持一致。

### 审核营销计划
对营销计划的审查可以是一个相对简单的过程，也可以是一个正式性的审查，即审计。审查或审计可考虑以下问题：先前的营销传播活动、对过去有效的活动的评估、新一轮市场研究的必要性、竞争性广告活动的概要以及预算考量。
营销计划可以提供公司的长期和短期目标、竞争对手、目标市场描述、提供的产品、定位策略、定价策略、分销策略和其他促销计划的信息。所有这些信息对广告计划的发展都有潜在的影响。广告投放者必须仔细研究营销计划，并决定如何将营销目标转化为广告计划。每一个广告活动都是独特的，因此审查需要大量的分析和判断。

#### 总体传播目标
传播目标来源于营销目标。而传播目标必须以传播效果为依据。例如，一家公司的短期营销目标可能是增加某一品牌的销售响应，而这一目标将要求大量消费者了解该品牌，并对其有良好的倾向。此外，消费者的购买意图可能取决于其他营销活动，如使用渠道的多样性、价格、在最终购买前试用品牌的能力以及其他营销活动。营销传播仅仅是整个营销工作其中的一个要素，因此，让它对所有的销售负责是不公平的。
虽然广告是一个增加品牌认知和兴趣点的优良工具，但它不一定能够将这种消费者的购买欲真正转化为实际的购买行为。要将兴趣转化为销售，个人销售或促销等不同的促销工具可能更有用。许多人告诫不要将销售或市场份额目标用于营销传播或广告目的。
沟通目标可能包括：
- 增加购买
- 鼓励尝试
- 培养忠诚度
- 定位或重新定位品牌
- 对顾客产生教育意义

这些都需要转化为广告目标。

#### 目标市场和目标受众

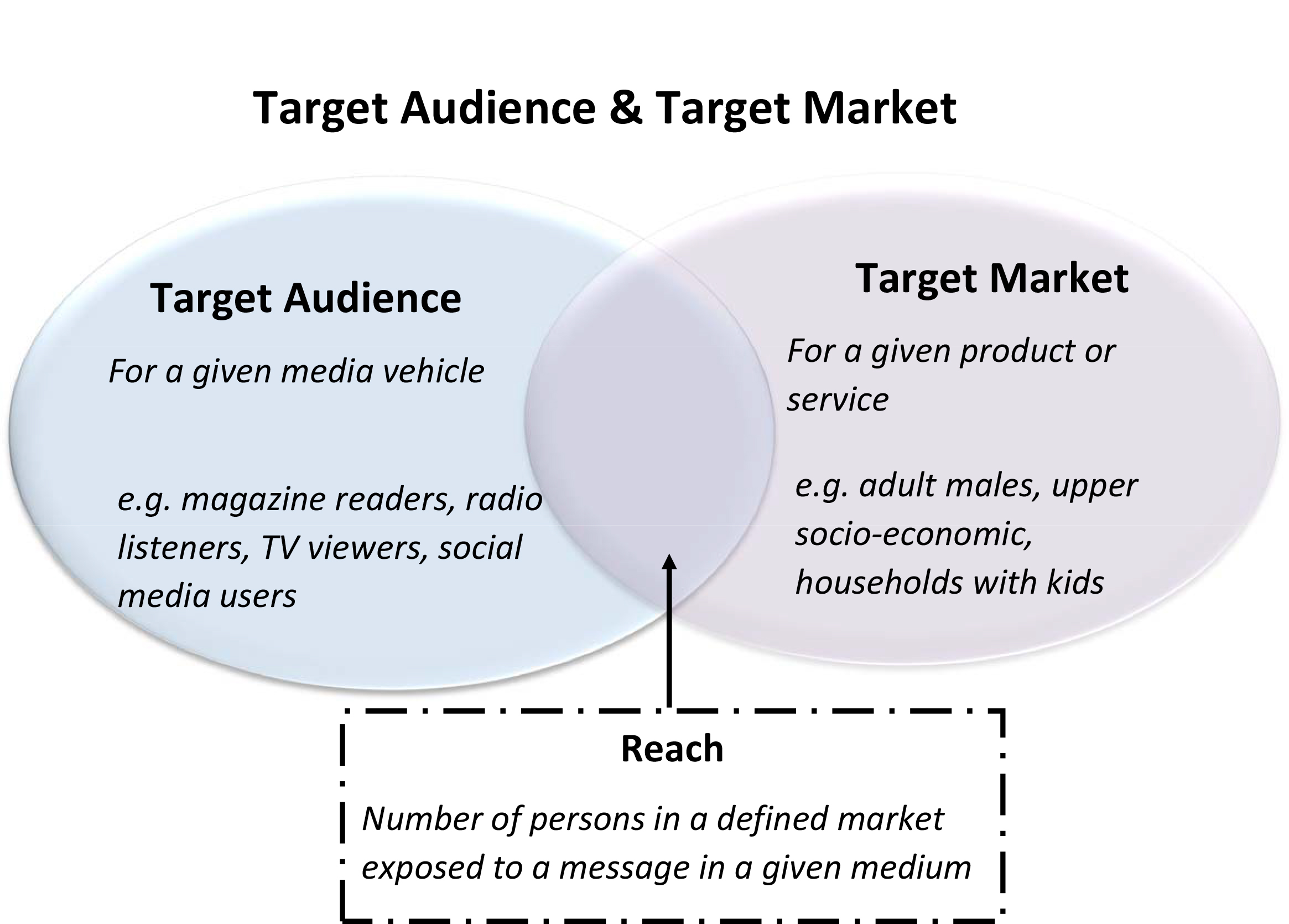
目标市场和目标受众的关系

审查应注意整个目标市场。然而，这并不一定意味着广告活动将针对整个目标市场。营销者和广告商对广告信息的目标受众和产品或品牌的目标市场进行区分。根据定义，目标受众是给定的广告或消息在出版物或广播媒体中的预期受众，而目标市场包括产品、服务或品牌的所有现有和潜在消费者。公司经常开发不同的广告信息和媒体策略，以针对不同的目标受众。例如，麦当劳餐厅在其针对儿童的广告中使用了拟人化的品牌特征，罗纳德·麦克唐纳（RonaldMcDonald）和汉堡形象，这些儿童选择品牌的重要影响因素。然而，对于成人目标受众，麦当劳使用强调便利性和质量的信息。因此，给定广告消息的目标受众可以仅包括营销计划中定义的总市场的子集。仔细阅读营销计划将有助于营销人员为特定广告目标确定最佳目标受众。

#### 推拉策略
沟通目标，或多或少取决于营销者是使用“推”还是“拉”的策略。在促销策略中，市场营销人员会与零售商和批发商密集地进行广告宣传，期望他们会储存产品或品牌，消费者在商店看到产品或品牌时会购买。相比之下，在拉动策略中，营销人员直接向消费者做广告，希望他们会给零售商施加压力，迫使他们囤积产品或品牌，从而通过分销渠道拉动产品或品牌。在促销策略中，促销组合将包括贸易广告和销售电话，而广告媒体通常会被贸易杂志所加权，展览和贸易展览，而拉动策略将更广泛地使用以消费者为导向的广告和促销，而媒体组合将侧重于大众市场媒体，如报纸、杂志、电视和广播。

### 设定广告目标
设定广告目标为整个广告计划提供了框架。因此，重要的是要明确说明什么是要实现的，并概述如何评价广告。广告目标应该是具体的，可衡量的，可实现的和时间依赖的（SMART）。任何关于广告目标的陈述都必须包括衡量基准——这是衡量广告效果的标准。20世纪60年代发展起来的DAGMAR方法（定义衡量广告效果的广告目标）是确立传播导向目标的最初方法之一。虽然其具有标志性意义，但DAGMAR方法未能提供如何将广告目标与传播效果联系起来的具体指导。
为了设定现实可行的广告目标，大多数广告商试图将广告或传播目标与传播效果联系起来。罗西特和贝尔曼认为，出于广告目的，应考虑五种传播效果，即：
1. 类别需要：消费者接受类别（产品或服务）是满足某种需要所必需的
2. 品牌意识（品牌识别和品牌召回）：消费者从记忆中识别品牌或召回品牌名称的能力
3. 品牌偏好（或品牌态度）：消费者选择一个品牌的程度
4. 品牌行为意向（购买意向）：消费者购买某一品牌的自我指示
5. 购买便利化：消费者知道如何以及在何处购买品牌的程度

| 目标消费者的心理状态                                                                 | 沟通/广告目标 | 广告信息的例子                                                           |
| ------------------------------------------------------------------------------------ | --- | ------------------------------------------------------------------------ |
| 类别需要 - 类别需要已经存在 - 潜在类别需要 - 没有或弱类需要                          | - 省略类别需要作为广告或促销的目标 - 提及类别需要提醒客户以前建立的需要 - “销售”类需要使用积极或消极的动机 （例如:止痛、避免疼痛、不满、感官满足、社会认同） | 避免疼痛:“为了快速、确切地缓解疼痛，阿那星”                              |
| 品牌知名度 - 品牌再现 - 品牌认知度                                                   | - 运用标语、口号、歌曲等形式，教授品牌记忆，强化学习 - 将品牌名称与类别联系起来 - 在所有广告中展示产品包装或标签                                             | 配对分类-品牌联想:“当你想到巧克力，就会想到吉百利”                       |
| 品牌偏好 - 消极的偏好 - 不明确 - 温和的偏好 - 强烈的偏好                             | - 转变为适度偏好 - 产生强烈的偏好 - 增加的偏好 - 加强强烈的偏好                                                                                              | 品牌偏好:“汉堡王（或HungryJack’s）的汉堡更好。”                          |
| 购买意愿 - 低介入的决定 - 高介入的决定                                               | - 省略购买意愿 - 产生购买意愿 | 购买意向:“赶快，赶快最后的日子，优惠一定快到期了”;“不要等待——有限的库存” |
| 购买意图 - 客户知道在哪里购买产品或服务以及支付多少钱 - 不清楚在哪里购买或找到零售商 | - 省略购买意图 - 将促进购买纳入所有营销沟通 | 促进购买:“参考最近的零售商网站”                                          |

对于许多购买行为，顾客一定会考虑到的类别需要和购买便利可以从广告目标中省略。但是，对于某些购买行为，客户可能不知道产品类别或不知道如何购买它，在这种情况下，这些目标需要在通信目标中解决。品牌意识、品牌偏好和购买意愿往往都是广告的目标。